# Ginocentrismo
El ginocentrismo es una visión del mundo y de las relaciones sociales que toma como universalmente válido el punto de vista de la mujer en un intento de comprender su perspectiva social.

## Definición
El ginocentrismo se ha señalado como una tendencia iniciada durante la llamada Segunda ola del feminismo, al combinarse los supuestos respecto a las diferencias entre los sexos (como las acepta el feminismo de la diferencia), con la convicción del feminismo radical acerca de la magnitud de la opresión a la mujer.
Según Christa Hodapp, profesora de Filosofía en la de la universidad de Massachusetts, el ginocentrismo sería la continuación de las convenciones del amor cortés de los tiempos medievales, cuando entre las clases altas las mujeres eran valoradas como una clase cuasi-aristocrática, y los hombres se declaraban inferiores y destinados a servirlas. Este punto de vista antifeminista describe el feminismo como la perpetuación de dichas convenciones medievales opresivas, como la caballerosidad y la idealización romántica, más que como movimiento de liberación.
Nathanson y Young definen ginocentrismo como una forma de ver el mundo basada en la creencia implícita o explícita que el mundo gira alrededor de las mujeres, un tema cultural que dicen ha devenido "de rigor" en los tribunales de justicia y las administraciones públicas, resultando en una discriminación sistémica contra los hombres. Además, afirman que el ginocentrismo es una forma de esencialismo —a diferencia de las becas o actividad política en favor de la mujer— hasta el punto que se centra en las virtudes innatas de la mujer y los vicios innatos de hombres.

## Etimología
La palabra ginocentrismo está formada por tres partículas, γυνή (gyné): mujer, y κέντρον (kéntron): centro, tomadas del griego antiguo; y el sufijo latino -ismus, a su vez derivado del griego -ισμός -ismós, sufijo que formaba sustantivos de acción a partir de verbos terminados en -ιζειν (-izein).
La primera referencia de su uso se encuentra en la obra The Open Court publicada en 1897.

## Críticas
Algunos autores distinguen entre actos ginocéntricos individuales y acontecimientos, como el día de la madre, y un concepto más general de cultura ginocéntrica qué se refiere a una colección más grande de rasgos culturales aquello que tienen mayor importancia en la forma en como las personas fueron criadas.
Algunas autoras feministas de género como Nancy Fraser cuestionan la asunción de un concepto estable de 'mujer' que subyace debajo del concepto de ginocentrismo. Nathanson y Young en cambio, añaden que "Este pensamiento es también explícitamente misándrico, porque no sólo ignora las necesidades y problemas de hombres, sino que también ataca a los hombres."
Christina Hoff Sommers ha argumentado que el ginocentrismo es anti-intelectual y sostiene una visión antagonista de las disciplinas científicas y creativas tradicionales, rechazando muchos descubrimientos importantes y trabajos artísticos masculinos. Sommers también escribe que la presunción de objetividad atribuido a muchas teorías ginocentristas ha sofocado el discurso y la interpretación feminista.
La escritora feminista Lynda Burns enfatiza que el ginocentrismo pide una celebración de las diferencias positivas de las mujeres -de la historia, mitos, artes y música de las mujeres- como modelo asimilacionista opuesto al que privilegia el del varón. Aun así observado en práctica, la preeminencia de mujeres asociadas con las narrativas ginocentristas son a menudo vistas como absolutas: interpersonal, cultural, histórica y políticamente, o en contextos sociales más anchos como diversión popular. Como tal, puede encajar en lo que Rosalind Coward llamó "el feminismo ... una especie de versión popularizada del feminismo que aclama todo lo que hacen las mujeres y menosprecia a los hombres".